# Sheila Coates Holland
Sheila Ann Mary Coates Holland (n. 22 de diciembre de 1937 en Dagenham, Inglaterra - f. 8 de octubre de 2000 en la Isla de Man), fue una prolífica autora inglesa de más de 160 novelas románticas (a español se han traducido unas 95). Comenzó editando novelas bajo su nombre de casada, Sheila Holland, y con su nombre de soltera Sheila Coates, tras lo cual su seudónimo más famoso Charlotte Lamb. Esta autora también firmó libros bajo los sedudónimos de Sheila Lancaster, Victoria Wolf y Laura Hardy.
Sheila estaba casada con el periodista y biografo clásico Richard Holland, el matrimonio tuvo cinco hijos: Michael Holland, Sarah Holland, Jane Holland, Charlotte Holland y David Holland.

## Biografía

### Vida personal
Sheila Ann Mary Coates nació en 1937 en Dagenham, Essex, Inglaterra, justo antes de la Segunda Guerra Mundial. Cuando era niña, fue trasladada de un lado a otro para poder escapar de los bombardeos de la Segunda Guerra Mundial. 
Sheila asistió al Convento femenino de las Ursulinas. Más tarde, ella trabajó como mecanógrafa en el Banco de Inglaterra y, a continuación, como investigadora de la BBC en Broadcasting House. 
Ella contrajo matrimonio con el periodista Richard Holland. Comenzó a escribir a inicios de los 70. El matrimonio tuvo un total de cinco hijos: Michael Holland, Sarah Holland, Jane Holland, Charlotte Holland y David Holland.
En 1977, el matrimonio y sus hijos se auto-exiliaron a la Isla de Man, donde falleció repentinamente el 8 de octubre de 2000. 

### Carrera literaria
Sheila siempre había sido una lectora voraz, y logró escribir su primera novela en tan sólo tres días. En 1972, ella publicó sus primeras novelas bajo sus nombres de casada y soltera, Sheila Holland y Sheila Coates. Tras la publicación de sus primeras novelas como Charlotte Lamb, ella alcanzó una gran popularidad.
Sheila fue verdaderamente revolucionaria en el campo de romance. Fue una de las primeras escritoras en explorar los límites del deseo sexual, sus novelas a menudo reflejan la vanguardia de la "revolución sexual" de la década de 1970. Sus libros han tocado temas entonces tabú, como el abuso de menores y violación. También fue una de las primeras en crear una moderna heroína romántica: independiente, imperfecta, y perfectamente capaz de iniciar una relación romántica o sexual.

### Como Sheila Holland

#### Novelas independientes
- Prisoner of the Heart, 1972
- Love in a Mist, 1972
- Lantern in the Night, 1973
- Falcon on the Hill, 1974
- Growing Season, 1975
- Shadows at Dawn, 1975
- Caring Kind, 1976
- Gold of Apollo, 1976
- Devil and Miss Hay, 1977
- Eleanor of Aquitaine, 1978
- Love's Bright Flame, 1978
- Maiden Castle, 1978
- Dancing Hill, 1978
- Folly by Candlelight, 1978
- The Masque, 1979
- Secrets to Keep, 1980
- Burning Memories, 1981
- Playing With Fire, 1981
- The Notorious Gentleman, 1980
- Miss Charlotte's Fancy, 1980
- Dream Master, 1982
- Tears and Red Roses, 1982
- Dark Fantasy, 1982
- Secrets, 1983
- Men Are Dangerous, 1984
- Secrets, 1984
- A Woman of Iron, 1985

### Como Sheila Coates

#### Novelas independientes
- A crown usurped, 1972
- Queen's Letter, 1973
- Flight of the Swan, 1973
- Bells of the City, 1975

### Como Charlotte Lamb

#### Novelas independientes
- Follow a Stranger, 1973
- Carnival Coast, 1973
- A Family Affair, 1974 (Desilusión)
- Sweet Sanctuary, 1976
- Star-crossed, 1976
- Festival Summer, 1977 (Festival de verano)
- Florentine Spring, 1977 (Primavera en Florencia)
- The Heron Quest, 1977 (No dejes pasar al amor = El lago de las garzas)
- Kingfisher Morning, 1977 (Destino incierto)
- Hawk in a Blue Sky, 1977
- The Cruel Flame, 1978 (Llamas de pasión)
- Desert Barbarian, 1978 (El jeque)
- Devil's Arms, 1978
- Master of Comus, 1978 (Una vez en la isla)
- Call Back Yesterday, 1978 (Evocando el ayer)
- Beware of the Stranger, 1978
- Disturbing Stranger, 1978 (Extraño seductor)
- Autumn Conquest, 1978 (Sombras del pasado)
- The Long Surrender, 1978 (Miedo de amar)
- Duel of Desire, 1978
- Pagan Encounter, 1978 (Encuentro amoroso)
- Dark Master, 1979
- Fever, 1979 (Fiebre)
- Forbidden Fire, 1979
- Sensation, 1979 (Extrañas sensaciones)
- Twist of Fate, 1979 (La vida no perdona)
- The Silken Trap, 1979 (El amor nunca muere)
- Temptation, 1979
- Dark Dominion, 1979 (Celos que matan)
- Love is a Frenzy, 1979
- Frustration, 1979 (Frustración)
- Compulsion, 1980 (Juego prohibido)
- A Frozen Fire, 1980 (Cuando el amor muere)
- Man's World, 1980 (El mundo de los hombres)
- Night Music, 1980 (La infiel)
- Obsession, 1980 (Un casanova anda suelto = La última conquista)
- Savage Surrender, 1980
- Storm Centre, 1980
- Crescendo, 1980 (Extrañas sensaciones)
- Stranger in the Night, 1980 (Desliz de una noche)
- Seduction, 1980 (Seducción)
- Abduction, 1981 (Empecemos de nuevo)
- Dangerous, 1981
- Desire, 1981
- The Girl from Nowhere, 1981 (Una mujer sin pasado)
- Heartbreaker, 1981 (Seductora incorregible)
- Illusion, 1981 (Escape a la felicidad)
- Retribution, 1981 (Cambio de pareja)
- A Wild Affair, 1982 (Mujer de una noche)
- Midnight Lover, 1982 (Amante de medianoche)
- Darkness of the Heart, 1983 (Sospecha)
- The Sex War, 1983 (Chantaje de amor)
- Betrayal, 1983 (Perfidia)
- A Violation, 1983 (Violación)
- Haunted, 1983 (Obsesionada)
- Infatuation, 1984 (Amarte es imposible)
- A Naked Flame, 1984 (Cinco años después)
- Scandalous, 1984 (Escándalo)
- For Adults Only, 1984 (Sólo para adultos)
- Love Games, 1985 (Celos profesionales)
- Man Hunt, 1985 (Cómo cazar a un hombre)
- Who's Been Sleeping in My Bed?, 1985 (¿Quién durmió en mi cama?)
- Sleeping Desire, 1985 (Deseo dormido)
- The Bride Said No, 1985 (La novia dijo… no)
- Explosive Meeting, 1985
- Heat of the Night, 1986 (Al calor de la noche)
- Love in the Dark, 1986
- Circle of Fate, 1987 (La ruleta de la vida)
- Whirlwind, 1987 (Caminos cruzados)
- Hide and Seek, 1987 (Duelo de voluntades)
- Kiss of Fire, 1987 (Besos de fuego)
- Echo of Passion, 1987 (Eco de pasión)
- Out of Control, 1987 (Fuera de control = Rosas sin espinas)
- No More Lonely Nights, 1988
- You Can Love a Stranger, 1988 (¿Amar a un extraño?)
- Desperation, 1988
- Seductive Stranger, 1989 (Corazón envenenado)
- Runaway Wife, 1989 (Esposa fugitiva)
- Rites of Possession, 1990 (Ritos de amor)
- Dark Pursuit, 1990
- Spellbinding, 1990 (Cautiva de tu hechizo)
- Dark Music, 1990 (Música en la oscuridad = La nota discordante)
- The Threat of Love, 1990 (Amenaza de amor)
- Heart on Fire, 1991 (Corazón en llamas)
- Shotgun Wedding, 1991 (Matrimonio obligado)
- Sleeping Partners, 1991 (Compañeros de almohada = El seductor seducido)
- Forbidden Fruit, 1991 (Fruto prohibido)
- Dreaming, 1993 (Mujer soñada)
- Fire in the Blood, 1993 (Empezar de nuevo)
- Falling in Love, 1993 (Tormenta de primavera)
- Wounds of Passion, 1993 (Un hombre en la noche)
- Guilty Love, 1994 (Muriendo por ti)
- Body and Soul, 1994 (Cuerpo y alma = Noche romana)
- Vampire Lover, 1994 (Cruel amante = ¡Ahora es tu turno!)
- Dying for You, 1994 (Pánico = Un extraño en mis sueños)
- In the Still of the Night, 1995
- Walking in Darkness, 1996
- Lovestruck, 1997 (Noche de ensueño)
- The Marriage War, 1997 (Guerra matrimonial)
- Deep and Silent Waters, 1998
- The Yuletide Child, 1998 (Lejos de casa)
- Treasons of the Heart, 1999
- Hot Surrender, 1999 (Rendición ardiente)
- The Seduction Business, 1999 (El negocio de la seducción)
- Dormant: Shadow of Angels, 2000
- Angel of Death, 2000
- The Boss's Virgin, 2001 (Recuerdo imborrable)

#### Enemies & Lovers Series(Serie Enemigos y amantes)
1. Possession, 1979 (Enemigos y amantes)
2. A Secret Intimacy, 1983 (Íntimo secreto)

#### Barbary Wharf Series
1. Besieged, 1992
2. Battle for Possession, 1992
3. Too Close for Comfort, 1992
4. Playing Hard to Get, 1992
5. A Sweet Addiction, 1992
6. Surrender, 1992

#### Sins Series(Serie Pecados)
1. Secret Obsession, 1995 (Obsesión secreta)
2. Deadly Rivals, 1995 (Enemigos mortales)
3. Haunted Dreams, 1995 (Perseguido por un sueño)
4. Wild Hunger, 1995 (Hambre salvaje)
5. Dark Fever, 1995 (En el lado oscuro del deseo)
6. Angry Desire, 1995 (Miedo a quererte)
7. Hot Blood, 1996 (Sangre caliente)

#### Pages & Privileges Series Multi-Author(Serie Pagos y privilegios)
- Dark Fate, 1994 (Destino fatal)

#### Man Talk Series Multi-Author
- An Excellent Wife?, 1998 (Una mujer perfecta)

#### Otras traducciones
- ¿Será el amor?
- Encuentro explosivo, 1978/05
- Una noticia sensacional 1987/11
- Una vida destrozada, 1990/05

### Como Sheila Lancaster

#### Novelas independientes
- Dark Sweet Wanton, 1979
- The Tilthammer, 1980
- Mistress of Fortune, 1982

### Como Victoria Woolf

#### Novelas independientes
- Sweet Compulsion, 1979

### Como Laura Hardy
(Títulos reeditados también Sheila Holland)

#### Novelas independientes
- Burning Memories, 1981
- Playing With Fire, 1981
- Dream Master, 1982
- Tears and Red Roses, 1982
- Dark Fantasy, 1983
- MenAre Dangerous, 1984